# تضخيم العلوم والأبحاث
في مجال التواصل العلمي والنشر الأكاديمي ، يشير مصطلح التضخيم في العلوم إلى المبالغة والإثارة في الاكتشافات العلمية عند تقديم الاكتشافات إلى المجلات العلمية وعند نشر النتائج في ووسائل الإعلام الإخبارية .        
لقد لوحظ أن الضجيج او التضخيم العلمي جاء نتيجة لعمل العلماء في مجال تنافسي بشكل متزايد حيث أن الاكتشافات التي ينشرها الفرد لها تداعيات كبيرة على دخل هذا الفرد ومسار حياته المهنية.  من أجل جعل أعمالهم مميزة، يلجأ العديد من العلماء إلى المبالغة في نتائجهم واختلاس كتاباتهم باستخدام مصطلحات إيجابية. وقد تم الانتهاء من العديد من الدراسات التي توضح كيف زاد تواتر المصطلحات التي يمكن استخدامها لتأكيد النتائج أو المبالغة فيها في العقود الأخيرة مع زيادة الأوساط الأكاديمية والقدرة التنافسية للمجلات العلمية أيضًا. 
تشارك المجلات العلمية في الدعاية العلمية وكذلك العلماء. من المرجح أن تنشر المجلات مقالات تستخدم لغة أكثر إثارة وإيجابية.  هذه المقالات هي ما يثير اهتمام عامة الناس غير المتعلمين خصوصا، وبالتالي فهي تتنافس مع البيانات الصحفية والمقالات في منافذ الأخبار السائدة. 

## الدافع نحو تضخيم نتائج الأبحاث
يحدث الضجيج العلمي على كل مستوى من مستويات النشر العلمي. الأهداف في كل مستوى هي نفسها في الغالب، ولكن الأساليب والجمهور تختلف كما مذكور ادناه.

### العلماء
من أجل الحصول على ميزة تنافسية ضد أقرانهم، أصبح من الشائع أن يبالغ العلماء في نتائجهم، أو الأكثر شيوعًا، في تضخيم عواقب نتائجهم. لقد أصبح من الصعب بشكل متزايد على العلماء نشر أعمالهم في المجلات، مما يوفر الدافع للمبالغة في نتائجهم لكي تقبل ابحاثهم او ينالوا القاب وانجازات مفبركة.

### المجلات العلمية
إلى جانب العلماء، تعمل المجلات العلمية في بيئة تنافسية. من المرجح أن تختار المجلات المقالات التي تقدم اكتشافات أكثر ابتكارًا وإبداعًا، حتى لو كانت هذه الاكتشافات مبالغ فيها في كثير من الأحيان إلى حد التزوير.

### الأخبار السائدة
في كثير من الأحيان، تستخدم وسائل الإعلام الإخبارية السائدة عناوين مثيرة للانتباه، بما في ذلك النتائج العلمية الجديدة، كوسيلة لجذب المشاهدين من عامة الناس. وهذا يؤدي إلى الإثارة العلمية لدى الجمهور، فضلاً عن انعدام الثقة في المجتمع العلمي في نهاية المطاف مع إدراك حقيقة مفادها أن العديد من الاكتشافات العلمية مبالغ فيها من اجل اسباب في نفس الباحث.

## التأثيرات
إن المبالغة في العلوم أمر إشكالي لعدد من الأسباب. أولاً، أي تقرير علمي كاذب يمكن أن يؤدي إلى خلق جمهور مضلل حر في اتخاذ القرارات بناءً على نتائج مزيفة وعلم مزيف. بالإضافة إلى ذلك، أصبح الجمهور تدريجيا أقل ثقة في المنشورات العلمية مع نشر المزيد من المقالات التي ليست دقيقة بشأن نتائجها، ويُنظر إليها على أنها تجذب انتباه القراء دون تحقيق الفوائد الفعلية. وهذا يؤدي إلى عزل القارئ، وبالتالي عامة الجمهور، عن المجتمع العلمي ككل.